# Aliment de famine

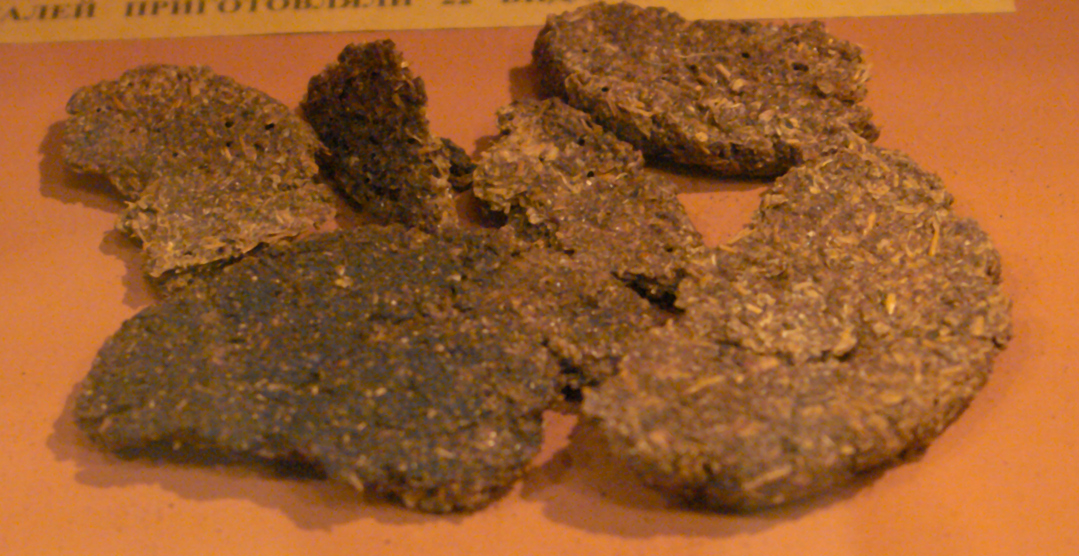
Pains faits d'arroche et de son, frits dans de l'huile moteur, qui ont été consommés dans la ville de Léningrad assiégée.

Un aliment de famine  est tout aliment bon marché ou facilement disponible utilisé pour nourrir la population en temps d'extrême pauvreté ou de sous-alimentation, comme cela se produit pendant une guerre, une dépression économique, une catastrophe climatique (sécheresse, épihytie...) ou tout autre période de famine.
Il s'agit souvent d'une ressource alimentaire sauvage, produit de la cueillette ou de la chasse plutôt que de l'agriculture ou de l'élevage.
Très souvent, ce type de nourriture, fortement associé à la période difficile pendant laquelle on l'a consommé, est ensuite socialement déprécié et rejeté comme source de nourriture en période d'abondance relative.
La caractérisation d'une denrée alimentaire comme aliment de « famine » ou de « pauvreté » est avant tout sociale. Certains aliments, tels que le homard et d'autres crustacés, sont considérés comme des aliments de pauvreté dans certaines sociétés et de luxe dans d'autres, et ces distinctions peuvent changer au fil du temps.
Les aliments associés à la famine ne sont pas nécessairement carencés sur le plan nutritionnel ou peu appétissants. Cependant, les personnes qui ont été forcées à en consommer en grandes quantités et pendant longtemps, restent souvent peu disposés à en manger bien après que le manque de nourriture a disparu. Cela reste vrai même si ces denrées pourraient, sinon, entrer dans une alimentation saine et plus complète.

## Exemples
Un certain nombre de denrées alimentaires ont été fortement associées à la famine, la guerre ou les périodes de privations tout au long de l'histoire :
- le  noyer-pain ou noyer maya (Brosimum alicastrum) était cultivé par les anciens  Mayas, mais est largement rejeté comme aliment de pauvreté dans l'Amérique centrale moderne ;
- les rutabagas ont été largement utilisés comme aliment de dernier recours en Europe pendant la Première et la Seconde Guerre mondiale, et restent impopulaires en Allemagne et en France ;
- en Polynésie, des plantes du genre Xanthosoma, connues localement sous le nom d'ape, étaient considérées comme aliments de famine et consommées uniquement en cas d'échec de la culture du taro ;
- le fruit du nono ou pomme-chien (Morinda citrifolia), appelé parfois « fruit de la faim », a une forte odeur et un goût amer, ce qui le relègue souvent au niveau d'un aliment de famine ;
- le melon de nara (Acanthosicyos horridus) d'Afrique australe est parfois consommé comme aliment de dernier recours ;
- plusieurs espèces comestibles de varech, notamment Palmaria palmata et Chondrus crispus (mousse d'Irlande), étaient consommés par les paysans du littoral pendant la Grande Famine en Irlande de 1846-1848 ;
- les bulbes du lys sego (Calochortus nuttallii) étaient consommés par les pionniers mormons lorsque leurs cultures vivrières avaient échoué ;
- Les bulbes de tulipe et les betteraves sucrières étaient consommés dans les parties des Pays-Bas occupées par les Allemands au cours de la « famine de l'hiver » de 1944-1945.
- le pain d'écorce (en finnois : pettuleipä, littéralement « pain de bois de pin ») est un pain fait d'un mélange de farine de seigle typique et de pettu, qui est un mélange séché et broyé de cambium vasculaire et de phloème  de pin sylvestre ; le résultat est un pain noir qui est nutritif, mais très dur et tout sauf savoureux ; la balle (silkko)  et la sciure ont aussi été employées pour produire un ersatz de pain en Finlande ; le pettuleipä  constitue un exemple type de l'aliment de famine scandinave ;
- dans le Maine et sur la côte atlantique du Canada, les poissons et crustacés étaient autrefois considérés comme des aliments de  pauvreté, et les gens enterraient les carapaces de homard dans leur jardin plutôt que de les jeter aux ordures pour que les voisins n'apprennent pas qu'ils en étaient réduits à manger du homard[1] ;
- dans Effondrement. Comment les sociétés décident de leur disparition ou de leur survie (Collapse: How Societies Choose to Fail or Succeed), Jared Diamond postule que le dédain pour les fruits de mer, y compris les poissons, le phoque annelé et la baleine, en tant qu'aliments de pauvreté, a contribué à l'effondrement des Vikings du Groenland ;
- pendant un certain nombre de famines en Russie et dans l'Union soviétique, l'ortie, l'arroche et d'autres types de plantes sauvages ont été utilisées pour faire du pain ou des soupes[2] ;
- au Royaume-Uni, le SPAM (viande précuite en conserve) a été largement consommé en temps de guerre du fait du manque de viande fraîche disponible ; de nos jours, alors que la viande est largement disponible, le SPAM est utilisé comme garniture de sandwich et de beignets plutôt que pour remplacer d'autres viandes en tant que tel ;
- les chats ont été consommés dans les régions du nord de l'Italie (Piémont, Émilie-Romagne et Ligurie) en temps de famine, par exemple lors de la Seconde Guerre mondiale[3] ;
- de même, pendant le  siège de Paris pendant la Guerre franco-allemande, le menu des cafés parisiens ne se limitait pas au chat mais comportait aussi du chien, du rat, du cheval, de l'âne, du chameau et même de l'éléphant, ces derniers venant de la ménagerie du Jardin des Plantes ;
- pendant l'occupation japonaise en Malaisie, en raison d'une grave pénurie de riz, les habitants du pays ont dû recourir pour survivre à des racines tubéreuses rustiques tels que le manioc, la patate douce et l'igname ;
- dans les régions du Nordeste brésilien au climat semi-aride, les pousses et les feuilles d'une espèce de cactus, Opuntia cochenillifera, sont régulièrement utilisées pour nourrir le bétail bovin et caprin ; mais pendant les longues périodes de sécheresse, les habitants les consomment aussi en dernier recours[4] ;
- les pissenlits ont un goût amer, mais peuvent être consommés cuits ou crus comme aliment de dernier recours ; dans son roman Si c'est un homme, Primo Levi a décrit des détenus des camps de concentration mangeant furtivement des feuilles de pissenlit ; Malcolm X a également rapporté dans son autobiographie que sa mère nourrissait sa famille avec des ragoûts de pissenlits compote si aucun autre aliment n'était disponible ;
- la gesse est comestible, mais devient rapidement neurotoxique, causant la maladie du lathyrisme si on en consomme régulièrement ; Goya a représenté un groupe de paysans affligés de ce mal dans une gravure intitulée Gracias a la almorta (« merci à la farine d'almorta ») ;
- les feuilles d'ortie sont comestibles, mais traditionnellement n'étaient consommées qu'en période de difficultés ; Tadeusz Borowski a déclaré que l'un des mets les plus détestés à Auschwitz était la soupe aux orties ;
- historiquement dans les Maldives, les feuilles de certains arbres du bord de mer,  comme le veloutier (Heliotropium foertherianum)  et le veloutier vert (Scaevola taccada) ont été souvent consommés comme aliment de famine[5].
- A Madagascar, le Koba aina a fait son apparition en 2021 au moment de la famine liée au dérèglement climatique[6].